# نيلس جاكوب هوف
نيلس جاكوب هوف (بالنرويجية البوكمول: Nils Jakob Hoff)‏ هو مجدف نرويجي، ولد في 5 فبراير 1985 في برغن في النرويج.

## وصلات خارجية
- نيلس جاكوب هوف على موقع الاتحاد الدولي للتجديف (الإنجليزية)
- نيلس جاكوب هوف على موقع اللجنة الأولمبية الدولية (الإنجليزية)
- نيلس جاكوب هوف على موقع أوليمبيديا (الإنجليزية)
- نيلس جاكوب هوف على موقع IMDb (الإنجليزية)